# 优希比吕
優希比呂（日语：優希 比呂，1965年2月13日—），日本男性配音員。出身於東京都。身高163cm。B型血。

## 簡歷
本名露崎 照久（つゆさき てるひさ）。舊藝名結城 比呂（與現用藝名日文讀音相同）。曾以本名活動。以前經歷劇團樹間舎、賢Production。
1988年出道，出道作品是外國動畫《夏洛克·福爾摩斯 紅之怪事件》的配音。
2007年6月1日，從結城比呂改名為優希比呂，成為自由身活動。此後在聲優培訓學校和專門學校裡也致力於對後進學生進行培養。

## 人物
其男高音演出過許多少年的角色。
在《霸王大系龍騎士》出演亞迪·沃爾瑟姆時，因為聲音年輕而被其他的配音員誤解為新人。在錄音的前一晚，他想保持作品的形象曾將電話的鈴聲轉設成沒有聲音。
特技、資格：普通機車、普通汽車、製圖檢定二級。

## 演出
粗體字表示主要角色。

### 電視動畫
1991年
- 美味大挑戰（正史）
- 魔法天使甜蜜薄荷（波士頓）

1992年
- 風中少女 金髮珍妮（羅伯特·賴金）
- 蠟筆小新（1992年－2009年，吉羅、男學生、高井夢男、正彥、弗拉瓦男爵 等）
- 超電動機械人 鐵人28號FX（漢斯、柯蘭）
- 蜜柑繪日記（卡爾瑪）

1993年
- 人小鬼大
- 七龍珠Z（1993年－1996年，夏普納、基拉、丹丹〈青年〉 等）
- 忍者亂太郎（1993年－2018年，山田利吉〈初代〉、在庫高腹、伊賀崎孫兵〈初代〉、過快的天才）
- 家有賤龍（高倉川太[8]、世之助）
- 勇者特急隊（尤里烏斯）
- 小婦人物語 南與喬老師（艾米爾·霍夫曼）
- 黑色推銷員（青菜仁志夫）

1994年
- 足球小將翼J（岬太郎〈青年時期〉）
- 淘氣貓 喵喵三丁目（武）
- 哆啦A夢 (大山羨代版)（町奴B）
- 霸王大系龍騎士（亞迪·沃爾瑟姆）
- 勇者警察傑德卡（鑽頭小子[9]、幾何井田美燈）

1995年
- 愛天使傳說（里奧魔）
- H2（森谷）
- 新世紀福音戰士（日向誠）
- 獸戰士卡爾基巴（日语：獣戦士ガルキーバ）
- 麵包超人（1995年－2008年，床鋪小弟〈初代〉、〈初代〉、豆腐小弟〈初代〉、拉炮小子〈第2代〉）
- 守護天使莉莉佳（魯普）
- VR快打（蓋茨）
- 爆走獵人（希利斯）
- 宇宙小毛球（學生）

1996年
- 天才寶貝（藤井昭廣）
- 無家可歸的孩子蕾米（李卡多）
- 靈異教師神眉（第四水道的幽靈）
- 灰姑娘物語（梅爾維爾）
- 秀逗魔導士NEXT（阿爾弗雷德）
- 七龍珠GT（1996年－1997年，丹丹）
- （佩隆）
- VS騎士檸檬汽水&40炎（邪惡檸檬汽水〈B檸檬汽水〉[10]）
- 爆走兄弟Let's & Go!!（1996年－1997年，班特茨·英介、卡羅·塞雷尼）2系列
- 勇者指令達古王（風祭翼[11][12]／飛空翼／達古翼）

1997年
- 吸血姬美夕（茂利浩市）
- 少女革命（迪奧斯）
- （紀伊國屋小樽）
- 小豬萬萬歲 （渡邊、渡邊的老爹 等）
- 神奇寶貝（都利夫）
- 手塚治虫的舊約聖書物語（日语：手塚治虫の旧約聖書物語）（戴維德）
- 橫行太保（本城勇一）
- 馬赫GoGoGo (第2作)（澤村涼）
- 浪客劍心（1997年－1998年，龍之介、靈水）

1998年
- Weiß kreuz（1998年－2002年，佩爾夏／鷹取衛／OMI〈月夜野臣〉）2系列
- （伊薩姆）
- 天才小魚郎RV（卡爾·阿曼[13]）
- 在夢中相遇（日语：夢で逢えたら (漫画)）（河豚野益夫）
- LEGEND OF BASARA（隼人）

1999年
- 亞克傳承（亞克·艾達·立科）
- 仙界傳 封神演義（太公望）
- 地球防衛企業（墨田洋介[14]）
- 爆球連發!! 超級彈珠人（伊集院庄政）

2000年
- 傀儡師左近（九條英名）
- 週刊故事樂園（日语：週刊ストーリーランド）（矢右衞門的弟子2、貞吉、強盜B、慎吾）

2001年
- 元氣五胞胎（森野瑞瑞）
- 超能奇兵（來夏月爽）
- 光劍星傳EX（克勞德·C·肯尼[15]）

2002年
- 我們這一家（2002年－2006年，電視上的兒子、男性、貴公子）
- Witch Hunter ROBIN（麥可·李）
- 機動戰士鋼彈SEED（庫洛特·布艾魯）
- 閃靈二人組（魔神綺女）
- 爆鬥宣言大鋼彈（約翰·Big Money）

2003年
- 戰鬥陀螺G（米海爾）

2004年
- 哈姆太郎（薰老師）
- 頭文字D Fourth Stage（慎一）
- B傳說！戰鬥彈珠人（凱恩·麥克唐納·露絲）
- BLEACH（年輕死神）
- 鼻毛真拳（萊斯、熊6號）
- 熱拳本色1（2004年－2011年，海爾加）4系列
- 洛克人EXE AXESS（雷火）
- 洛克人EXE Stream（雷火）

2005年
- 混沌武士（達之進）
- SPEED GRAPHER（辻堂[16]）
- 機動戰士鋼彈SEED DESTINY（庫洛特·布艾魯）
- 出雲戰記（大斗剛[17]）
- 索斯機械獸V（薩馬麗）
- 怪醫黑傑克（英雄）
- 洛克人EXE BEAST（雷火）
- 小天小天子（日语：こてんこてんこ）（海星王子）

2006年
- 飛輪少年（東滿）
- 新鮮釀造音樂劇 練馬蘿蔔兄弟（日语：練馬大根ブラザーズ）（於凱爾·哈庫遜）
- 戀愛天使安琪莉可 ～心甦醒之時～（2006年－2007年，綠之守護聖馬歇爾）2系列
- 新星輝決鬥大師 FLASH（ジンクロウ）
- 真仙魔大戰（魯神胡德／神帝福德、聖騎士羅賓）
- 武裝鍊金（蛙井）
- 洛克人EXE BEAST+（雷火）

2007年
- Yes！光之美少女5（2007年－2009年，卡瓦里諾、社員）2系列
- CLAYMORE（里卡魯多）

2008年
- 伯爵與妖精（尼可）

2009年
- 怪談餐館（甲本翔）
- 鋼殼都市雷吉歐斯（迪克塞利歐·馬斯凱恩）
- 洋葱和尚朝太郎（日语：ねぎぼうずのあさたろう）（胡蘿蔔勝藏）
- 戰鬥陀螺 鋼鐵奇兵（深海流太郎）

2010年
- 哆啦A夢 (水田山葵版)（野比伸助〈小時候〉）

2012年
- 美食獵人TORIKO（大竹[18]）

2013年
- 宇宙戰艦大和號2199（薩雷琉亞·拉雷塔[19]）[注 1]
- 探險托里蘭托 -千年真寶-（Dr.普拉）

2014年
- 天雷爭霸：復仇者聯盟（鞭索）
- 英雄銀行（日语：ヒーローバンク）（賴合周人）
- 魔神之骨（多羅薩斯）

2018年
- 魔法少女 我（改造人間三豪／藤本三豪[20]）
- 魔法律事務所（平田殘雪）

2019年
- 名偵探柯南（今野美千代／沼垣大八）

### 電影動畫
1992年
- 銀河英雄傳說外傳 黃金之翼

1994年
- 蠟筆小新：不理不理王國的秘寶（導演）
- （北畠信一）

1995年
- 七龍珠Z：龍拳爆發!! 悟空捨我其誰（日语：ドラゴンボールZ 龍拳爆発!!悟空がやらねば誰がやる）（塔皮歐、夏普勒）

1997年
- 新世紀福音戰士劇場版：Air/真心為你／死與新生（日向誠）2作品

1998年
- 機動戰士鋼彈 第08MS小隊：米拉的報告書（米克爾·尼諾里奇）

2005年
- 洛克人EXE：光與黑暗的遺產（日语：ロックマンエグゼ 光と闇の遺産）（萊卡）

2007年
- 河童之夏（東京鐵塔職員）
- 福音戰士新劇場版：序（2007年－2021年，日向誠）4部作[21][22]

2010年
- 劇場版 怪談餐館（甲本翔）[注 2]
- 劇場版 戰鬥陀螺：鋼鐵戰魂 VS 太陽灼熱的侵略者（深海流太郎）

2012年
- 超能奇兵：進化後篇QUAN（來夏月爽）

2019年
- 淘氣貓 喵喵三丁目：圓圓與不可思議的石像（岡本武[23]）

### OVA
1991年
- 銀河英雄傳說

1992年
- 帥氣女朋友（日语：ハンサムな彼女）（實）

1993年
- 亞爾斯蘭戰記 汗血公路（加斯旺德）
- 伊藤潤二 恐怖漫畫驚選集 富江（淵）
- 創龍傳（藍采和）
- 陷入那樣般情緒吧my舞（日语：その気にさせてよmyマイ舞）（漁太）
- 橫濱落跑隊（日语：横浜ばっくれ隊#OVA）（文吾）

1994年
- 宇宙騎士 騎格武士利刃 II（Dead End）
- KIZUNA -絆-
- 湘南純愛組！（朝倉良明）
- 嬌娃夏生的危機（日语：なつきクライシス）（樓部）
- 霸王大系龍騎士 亞迪傳說（亞迪·沃爾瑟姆）
- 閃電霹靂車ZERO（安里·克雷多）

1995年
- 史萊姆冒險記（日语：スライム冒険記）（塔塔克）
- YAMATO2520（コンマン）

1996年
- 斬鬼者覺悟（日语：覚悟のススメ）（藤井飄助）
- 元祖 爆走獵人（希利斯）
- 機動戰士鋼彈 第08MS小隊（米克爾·尼諾里奇）
- 魔靈公主（里昂）
- TWIN SIGNAL ～家庭遊戲～（西格奈爾）
- 閃電霹靂車 EARLYDAYS RENEWAL（安里·克雷多）
- 閃電霹靂車SAGA（安里·克雷多）

1997年
- 世紀末麗魔傳喀邁拉（蘇）
- TERA STORY（啟介）
- 勇者指令達古王 水晶之眼的少年（風祭翼／飛空翼）

1998年
- 翡翠皇后（日语：クイーン・エメラルダス）（拉梅爾）
- 閃電霹靂車SIN（安里·克雷多）
- 魔法王國的俏皮小公主（日语：でたとこプリンセス）（蒟蒻村長）
- 在夢中相遇（日语：夢で逢えたら (漫画)）（河豚野益夫）

1999年
- Weiß kreuz　Verbrechen ～Strafe（OMI〈月夜野臣〉）
- 快刀乱麻 THE ANIMATION（日语：快刀乱麻 雅）（御影真幌）
- High school aura buster 光之誕生（日语：ハイスクール・オーラバスター）（崎谷亮介）
- 小豬萬萬歲的交通安全／地震當心日記（渡邊）2作品

2006年
- （氣球男）

2012年
- 謎樣女友X（松笛篁臣）

### 網路動畫
2015年
- 戰鬥飛輪 Cyborg（拉蒙）

2022年
- 超级七龍珠群雄（塔皮歐）

### 遊戲
1994年
- 爆傳 不平衡區（はんど宅人）

1995年
- 亞克傳承（亞克·艾達·立科）
- 安琪莉可Special（日语：アンジェリーク）（綠之守護聖馬歇爾）
- （暖暖）
- 別認輸了！魔劍道（日语：負けるな!魔剣道）（馬沙卡）

1996年
- 亞克傳承II（亞克·艾達·立科）
- （蒔田撤）
- 安琪莉可Special2（日语：アンジェリーク）（綠之守護聖馬歇爾）
- 現代吸血鬼（菲德）
- 足球小將翼J GET IN THE TOMORROW（日语：キャプテン翼 (ゲーム)）（岬太郎）
- 新世紀福音戰士（日向誠）[注 3]
- 星海遊俠（拉蒂斯·法瑞司）

1997年
- 阿爾納姆之翼 在燒塵之空的彼方（日语：アルナムの翼 焼塵の空の彼方へ）（庫斯米達）
- 艾爾巴雷亞的乙女（日语：アルバレアの乙女）（里昂·迪朗達爾）
- 新世紀福音戰士：鋼鐵戀人（日向誠、武藏、黑衣B）
- 同級生2（西御寺有友）
- 魔法學園露娜！（日语：LUNAR さんぽする学園）（韋恩）

1998年
- 安琪莉可 -二重奏-（日语：アンジェリーク）（綠之守護聖馬歇爾）
- 安琪莉可 天空的鎮魂歌（日语：アンジェリーク 天空の鎮魂歌）（綠之守護聖馬歇爾）
- SD鋼彈 G世代（1998年－2019年，米克爾·尼諾里奇、亞丁·巴尼特[24]、庫洛特·布艾魯、尤利烏斯·馮·岡瑟）11作品
- End Sector（日语：エンドセクター）（主角）
- 金田一少年之事件簿2 ～地獄遊園殺人事件～（佐木龍二）
- 新世代機器人戰記（日语：新世代ロボット戦記ブレイブサーガ）（鑽頭小子、風祭翼／達古翼）
- ZERO PILOT ～銀翼戰士～（如月上飛曹）
- 心動 ON AIR（結城比呂）
- 爆走兄弟Let's & Go!! 永恆之翼（卡羅·塞雷尼）
- 正邪幻想史（日语：ブラックマトリクス）（腓力）[注 3]
- （杠格兒）
- REAL BOUT 餓狼傳說2（日语：リアルバウト餓狼伝説）（阿爾弗雷德[25]）
- REAL BOUT 餓狼傳說Special DOMINATED MIND（阿爾弗雷德[25]）

1999年
- 有朝一日到重疊的未來（日语：いつか、重なりあう未来へ）（布勞·邁斯特）
- 新世紀福音戰士 (NINTENDO64)（日向誠）
- 閃電霹靂車 新挑戰者（安里·克雷多）
- 火魅子傳 ～戀解～（日语：火魅子伝 〜恋解〜）（寢太郎）
- 正邪幻想史AD（腓力）[注 4]

2000年
- 安琪莉可 三重奏（日语：アンジェリーク トロワ）（綠之守護聖馬歇爾）
- 高機動幻想 機甲槍兵（日语：高機動幻想ガンパレードマーチ）（岩田裕）
- 格鬥天王'99 EVOLUTION（阿爾弗雷德[注 5][26]）
- 仙界大戰 ～來自TV ANIMATION 仙界傳封神演義～（太公望）
- 夏色劍術小町（上杉士朗）
- 正邪幻想史+（腓力）[注 6]

2001年
- Close to ～祈願之丘～（藤碕龍作）
- 仙界通錄正史 ～來自TV ANIMATION 仙界傳封神演義～（太公望）
- TERA STORY 1 Premium 告白（啟介）
- TERA STORY 2 Premium 我的天使（啟介）

2003年
- 亞克傳承 精靈的黃昏（日语：アークザラッド 精霊の黄昏）（勇者、族）
- 安琪莉可 Etoile（日语：アンジェリーク エトワール）（綠之守護聖馬歇爾）
- 神魔預言錄（日语：ヴィーナス&ブレイブス〜魔女と女神と滅びの予言〜）（雷歐）
- 思念百分百 -Close to-（藤碕龍作）
- 侍魂零（日语：サムライスピリッツ零）（德川慶寅）
- 新世紀福音戰士 鋼鐵戀人2nd（日语：新世紀エヴァンゲリオン 鋼鉄のガールフレンド2nd）（日向誠）
- 新世紀福音戰士2（日向誠）
- 閃電霹靂車 Road To The INFINITY（安里·克雷多）
- for Symphony ～with all one's heart～（有馬啟介）

2004年
- 亞克傳承新世代（日语：アークザラッドジェネレーション）（亞克·艾達·立科）
- 機動戰士鋼彈SEED 飛向永無止盡的明天（日语：機動戦士ガンダムSEED 終わらない明日へ）（庫洛特·布艾魯）
- 侍魂零SPECIAL（日语：サムライスピリッツ零#サムライスピリッツ零SPECIAL）（德川慶寅）
- 超級機器人大戰GC（日语：スーパーロボット大戦GC）（米克爾·尼諾里奇）
- Cherryblossom（蘆原梗介）

2005年
- 怪盜小杏（桐生恭介）
- 機動戰士鋼彈SEED 連合vs.Z.A.F.T.（日语：機動戦士ガンダムSEED 連合vs.Z.A.F.T.）（庫洛特·布艾魯）
- 機動戰士鋼彈SEED DESTINY GENERATION of C.E.（日语：機動戦士ガンダムSEED DESTINY GENERATION of C.E.）（庫洛特·布艾魯）
- 第3次超級機器人大戰α 終焉之銀河（庫洛特·布艾魯）

2006年
- 機動戰士鋼彈SEED DESTINY 連合vs.Z.A.F.T.II（日语：機動戦士ガンダムSEED DESTINY 連合vs.Z.A.F.T.II）（庫洛特·布艾魯）
- 新世紀福音戰士機密檔案（日语：シークレット オブ エヴァンゲリオン）（日向誠）
- 新世紀福音戰士：鋼鐵戀人 特別篇（日向誠、武藏·李·史特拉斯堡）
- 新世紀福音戰士2 被創造的世界 -another cases-（日向誠）
- 超級機器人大戰XO（日语：スーパーロボット大戦GC）（米克爾·尼諾里奇）
- 幻想傳奇 -全語音版-（達美狄路）
- 七龍珠Z Sparking！NEO（日语：ドラゴンボールZ Sparking! NEO）（塔皮歐、丹丹）

2007年
- 艾爾梵迪亞傳奇（日语：エルヴァンディアストーリー）（艾許雷）
- 七龍珠Z Sparking！METEOR（日语：ドラゴンボールZ Sparking! METEOR）（塔皮歐、丹丹）
- 名偵探福音戰士（日语：名探偵エヴァンゲリオン）（日向誠）
- 鍊金術士莉慈（日语：リーズのアトリエ 〜オルドールの錬金術士〜）（瑪儂·艾力克西斯）
- 千金偵探 ～辦公室戀情事件慕～（淺海達彌）

2008年
- 七龍珠Z 無限世界（日语：ドラゴンボールZ インフィニットワールド）（丹丹）

2009年
- 光明與黑暗續戰篇 羽翼（日语：シャイニング・フォース フェザー）（加昂）
- 超級機器人大戰NEO（日语：スーパーロボット大戦NEO）（亞迪·沃爾瑟姆）
- 美德傳奇（雷蒙·奧茲威爾）
- 伯爵與妖精 ～忘情於夢與羈絆～（尼可）

2010年
- 鋼彈突擊求生戰（日语：ガンダムアサルトサヴァイブ）（庫洛特·布艾魯）
- 機動戰士鋼彈 極限vs.（日语：機動戦士ガンダム エクストリームバーサス）（庫洛特·布艾魯）
- TAKUYO 小遊戲集 ～初次周年紀念～（有馬啟介、蘆原梗介）
- 戰鬥陀螺 鋼鐵奇兵 爆神須佐之男來襲！（深海流太郎）
- 戰鬥陀螺 鋼鐵奇兵 攜帶版 超絕轉生！Vulcan Horses（深海流太郎）
- 戰鬥陀螺 鋼鐵奇兵 頂上決戰！大爆炸（深海流太郎）

2011年
- 機動戰士鋼彈 新基連的野望（日语：機動戦士ガンダム 新ギレンの野望）（米克爾·尼諾里奇）

2012年
- 機動戰士鋼彈 極限vs.火力全開（日语：機動戦士ガンダム エクストリームバーサス フルブースト）（庫洛特·布艾魯）
- 機動戰士鋼彈SEED BATTLE DESTINY（日语：機動戦士ガンダムSEED BATTLE DESTINY）（庫洛特·布艾魯）
- 七龍珠群雄（2012年－2017年，塔皮歐）5作品[注 7]

2013年
- 超級機器人大戰Operation Extend（米克爾·尼諾里奇、亞迪·沃爾瑟姆）
- 美食獵人TORIKO 超美食大戰！（日语：トリコ グルメガバトル!）（大竹）

2015年
- 七龍珠Z 超究極武鬥傳（日语：ドラゴンボールZ 超究極武闘伝）（丹丹、塔皮歐）
- 安琪莉可 Retour（綠之守護聖馬歇爾[27]）

2017年
- 七龍珠 異戰2（塔比安）

2018年
- 星海遊俠：回憶（日语：スターオーシャン:アナムネシス）（拉蒂斯·法瑞司）

2019年
- 超級機器人大戰X-Ω（日语：スーパーロボット大戦X-Ω）（亞迪·沃爾瑟姆）
- 星海遊俠1 First Departure R（拉蒂斯·法瑞司）

2021年
- 超級機器人大戰30（鑽頭小子）

### 廣播劇CD
- Arc The Lad II 炎之艾露可（日语：アークザラッドII）（旁白）
- Apocripha/0（日语：Apocripha/0） ～Blue Tail in the cross～（阿普薩拉斯）
- Innocent Size（日语：イノセント・サイズ）（四方深雪）
- Weiß kreuz系列（OMI〈月夜野臣〉／鷹取衛）
- （松本優作）
- 春江月花嫁曲（日语：きらきら馨る）系列（彈正尹宮）
- 9號殺手（日语：9番目のムサシ#ドラマCD）（橘慎悟）
- 勝負關鍵就在…運氣吧？（日语：勝負は時の…運だろ?#ドラマCD）（夏目北斗）
- 喜歡就是喜歡系列（克里斯）
- 超能奇兵 Sound Edition 2（來夏月爽）
- 超能奇兵設定資料集特典廣播劇CD（來夏月爽[28]）
- 光劍星傳EX系列（克勞德·C·肯尼）
- 仙界傳 封神演義 外傳（太公望、純）
- DOUBLE CALL（日语：DOUBLE CALL）系列（堀田聖）
  - DOUBLE CALL 1
  - DOUBLE CALL 2
  - DOUBLE CALL 4 ～放物線的彼方1～
  - DOUBLE CALL 5 ～放物線的彼方2～
  - DOUBLE CALL 6 ～放物線的彼方3～
  - DOUBLE CALL 7 ～放物線的彼方4～
- TARAKO PAPPARA PARADISE（塔特）
- TWIN SIGNAL（西格奈爾）
- DEAR BOYS（哀川和彥）
- 謎狐怪童（日语：ディスコミュニケーション）（松笛貴臣）
- 天使禁獵區 物質（Usher）界篇 3 迷走輪廻（Reincarnation Now）（拉結爾）
- 東京MIDNIGHT系列（三原真琴）
  - 東京MIDNIGHT
  - 東京HARDNIGHT
  - 新·東京MIDNIGHT
- Top of the World（Top of the World, This Masquerade主唱）
- 聖魔之血 R.A.M 1～3（狄特里希·馮·洛恩葛林）
- High school aura buster（日语：ハイスクール・オーラバスター）（崎谷亮介）
- 伯爵與妖精系列（尼可）
  - 伯爵與妖精 求婚時請手下留情
  - 伯爵與妖精 教妳讓紳士傾心的方法
  - DJCD「伯爵與妖精」 ～尼可的妖精茶會～
- 遙遠時空 舞一夜 ～熾火～（清原雅信）
- VELVET UNDERWORLD「Fragment story #0 “The Fool”」（帝王世界）
- Popful Mail The Next Generation（日语：ぽっぷるメイル#ドラマCD/ラジオドラマ）（塔特）
  - Popful Mail Paradise（日语：ぽっぷるメイル#ドラマCD/ラジオドラマ）（塔特）
- 勇者警察傑德卡 CD推理劇場 「謎之請帖 ～現在，被說出真實之時～」（鑽頭小子）
- 勇者指令達古王系列（風祭翼）
- 浪客劍心（相樂左之助〈幼少時期〉）
- WONDER BOY ～My Dear Wonder～（百合村滿）
- Weiß Kreuz（Weiß）
  - 前期片頭主題曲『Velvet Underworld（日语：Velvet Underworld）』
  - 後期片頭主題曲『Piece Of Heaven』
  - 前期片尾主題曲『Beautiful Alone』
  - 後期片尾主題曲『It's Too Late』

### 外語配音

#### 電影
- 霹靂炮III（英语：Beverly Hills Cop III）
- 黑駿馬（英语：Black Beauty (1994 film)）（喬·格林〈安德魯·諾特（英语：Andrew Knott）〉）
- 吸血殭屍：驚情四百年 ※DVD通常盤、VHS版。
- 翹家老媽（英语：Crazy in Alabama）（彼得·約瑟夫·布利斯〈盧卡斯·布萊克〉）
- 真情世界（英语：The Cure (1995 film)） ※富士電視台版。
- 剃刀邊緣（彼得·米勒〈凱斯·高登（英语：Keith Gordon）〉）※DVD版。
- 大象（約翰·麥克法蘭〈約翰·羅賓遜（英语：John Robinson (American actor)）〉）
- 金龜車賀比（英语：Herbie: Fully Loaded）（小雷伊·佩頓〈布萊克金·邁耶〉）
- 機械公敵（法伯〈西亞·李畢福〉）※影碟版。
- 聖戰奇兵（赫曼〈J·J·哈迪〉）※富士電視台版。
- 福星急轉彎（英语：Life with Mikey）（貝瑞·科曼〈大衛·克倫荷茨〉）
- 寂寞之鴿（英语：Lonesome Dove (miniseries)）（紐特·道布斯〈瑞克·斯克路德〉）
- 窈窕奶爸（克里斯·希拉德〈馬修·勞倫斯〉）※朝日電視台版。
- 終極笑探總動員（英语：Rent-a-Kid）（布蘭登·瓦德〈亞摩斯·克勞利〉）
- 來無影去無蹤（英语：Return from Witch Mountain）（托尼·馬隆〈艾克·艾森曼（英语：Ike Eisenmann）〉）
- 晶兵總動員（艾倫·亞伯納西〈格雷戈里·史密斯〉）※VHS版。
- 美國賤隊：世界警察（海倫·亨特〈特雷·帕克〉）

#### 電視影集
- 歡樂滿屋（凱文、15歳的艾力克斯與尼基）
- 綻放（英语：Blossom (TV series)）（喬伊·魯索〈喬伊·羅倫斯〉）
- 兩小無猜（蘭迪·米契爾）

#### 動畫
- 唐老鴨的自我改善（英语：Donald's Better Self）（天使唐老鴨）
- 大英雄（ブザー）
- 奪寶奇謀（東芝）
- 木偶奇遇記（詹姆士老師、號外）
- 夏洛克·福爾摩斯 紅之怪事件（小販）[注 8]
- 史瑞克系列（薑餅人〈康拉德·威儂（英语：Conrad Vernon）〉）
  - 史瑞克
  - 史瑞克2
  - 史瑞克3
  - 史瑞克快樂4神仙
- 南方公園（史丹利·蘭德爾“斯坦”·馬希）
- 彭彭丁滿歷險記（西蒙）

### 特攝影集
2016年
- 動物戰隊獸王者（沙葛伊魯兄弟的聲音）

### 廣播節目
- Weiß kreuz
  - Weiß kreuz FM
  - Weiß kreuz In the air/In Store
- 霸王大系龍騎士（1995年10月－1996年4月）
- 週末夜UHAUHA大放送 動畫城（日语：土曜の夜ですウハウハ大放送 アニメストリート）（1999年5月－2005年3月25日）
- （2000年－2002年3月）
- 魔神英雄傳外傳 純純火美子（日语：魔神英雄伝ワタル (ラジオ)#魔神英雄伝ワタル外伝 ピュアピュアヒミコ）（子珍）
- 網路廣播節目「伯爵與妖精」 ～與尼可的妖精茶會～（animateTV（日语：アニメイトタイムズ）：2008年10月10日－2008年12月19日）
- 結城比呂與金月真美的東京Lunatic Party（SeY-web （页面存档备份，存于））

### CD-ROM
- 安琪莉可 （馬歇爾）
- Weiß Kreuz Collection（Omi／月夜野臣）
- 新世紀福音戰士 （日向誠）
- 仙界傳 封神演義 封神企劃「起動」篇（太公望）

### 廣告
- 家樂氏玉米片（東京理科大學）
- 遊戲恐龍'93
- Blossom
- hiro～sepia（電視廣告，日本古倫美亞）
- 超級機器人大戰NEO（日语：スーパーロボット大戦NEO）[注 9]

### 電視節目
- 小知識之泉（2006年）－作為之一上節目

## 製作人
- 最終神話戰爭伊特奧佩拉 原聲廣播劇CD 第1章 分裂的神話（2006年）
- 最終神話戰爭伊特奧佩拉 原聲廣播劇CD 第2章 彷徨的冥界之門（2006年）

## 腳註

## 外部連結
- 优希比吕的X（前Twitter） （日語）
  -  （日語）
- HIRO-YUUKI OFFICIAL WEB SITE，存于 （日語）－優希比吕的官方個人網站。
- （日語）－WEB THE TELEVISION（日语：ザテレビジョン）
- （日語）－WEB THE TELEVISION（日语：ザテレビジョン）
- 優希比呂 （页面存档备份，存于） （日語）－SEIGURA web
- （日語）－goo人名事典
- 結城比呂 （页面存档备份，存于） （日語）－KINENOTE
- 優希比呂 （页面存档备份，存于） （日語）－KINENOTE
- 優希比呂 （页面存档备份，存于） （日語）－oricon
- 結城比呂 （页面存档备份，存于） （日語）－Movie Walker（日语：Movie Walker）
- 優希比呂 （页面存档备份，存于） （日語）－Movie Walker（日语：Movie Walker）
- 結城比呂 （页面存档备份，存于） （日語）－電影.com（日语：映画.com）
- 優希比呂 （页面存档备份，存于） （日語）－電影.com（日语：映画.com）
- 優希比呂 （页面存档备份，存于） （日語）－allcinema（日语：allcinema）
- 結城比呂 （页面存档备份，存于） （日語）－日本電影資料庫